# Hallands konstmuseum

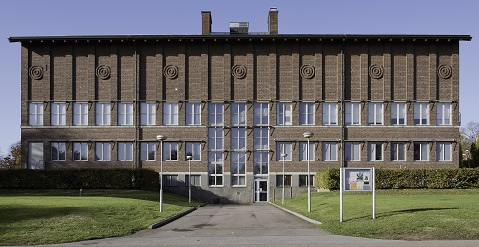
Hallands Konstmuseum.

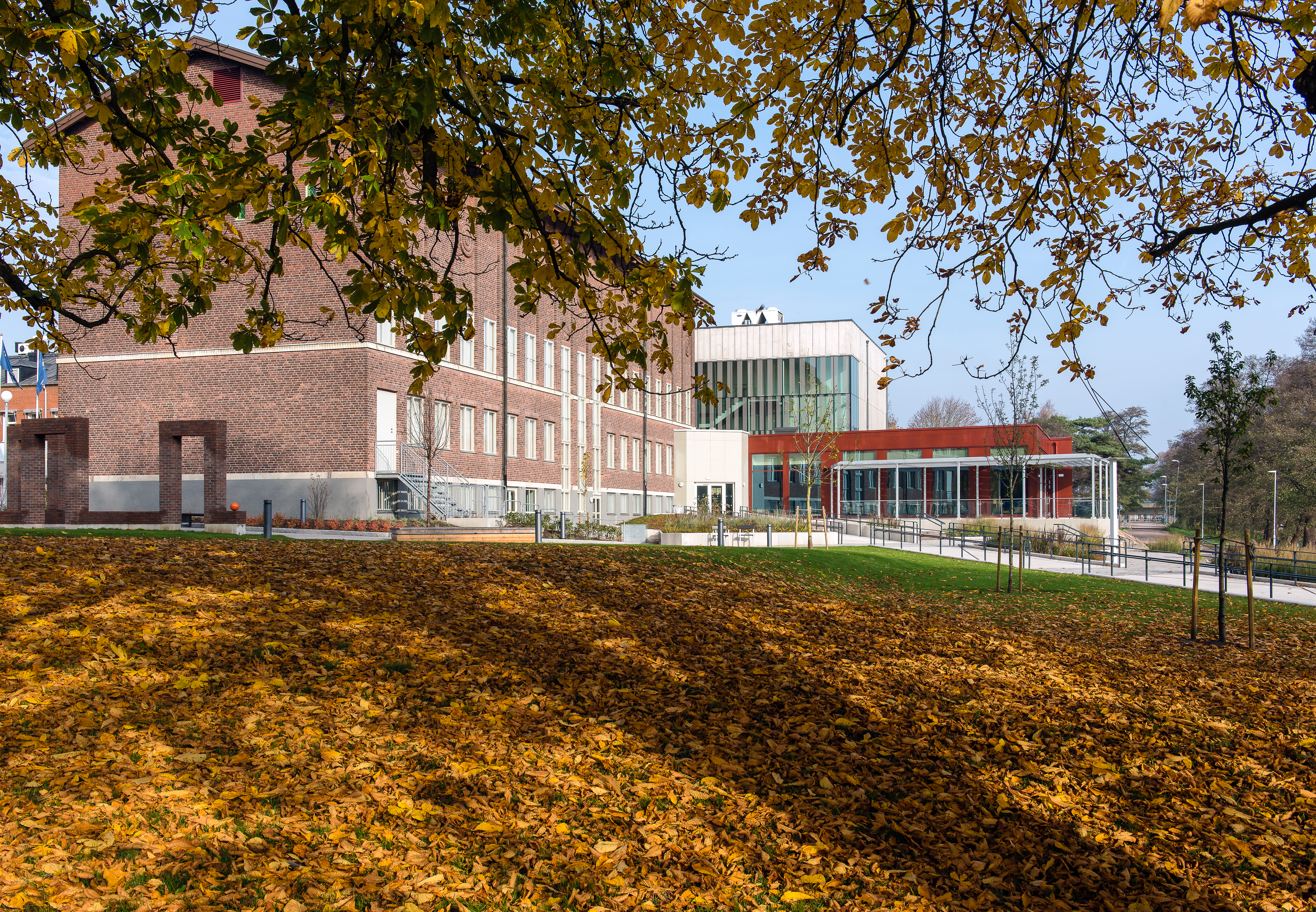
Museet vid tiden för återinvigningen i oktober 2019.

Hallands Konstmuseum är ett regionalt konstmuseum i Halmstad. Museet har samlingar av svensk 1900-talskonst, bonadsmåleri, folkkonst och arkeologi. 

## Samlingar
Konstsamlingarna omfattar cirka 2 000 verk och består av verk gjorda av en rad konstnärer som haft koppling till Halland. Här kan nämnas Halmstadgruppens medlemmar, Torsten Billman, Edvin Öhrström, Olle Bærtling, Olle Ängkvist, Sven X:et Erixson, Roj Friberg, Gösta Adrian-Nilsson (GAN), Severin Nilson, Thea Ekström och Lotta Antonsson. 
Genom Svea Larsons donationsfond disponerar museet cirka 2 miljoner kronor per år för att, som det står i Svea Larsons testamente,  "främja konst och konsthantverk med halländskt ursprung genom förvärv av dylika alster". 

## Historik
Hallands Konstmuseum har sitt ursprung i Hallands museiförening från 1886. I slutet av 1920-talet fick museet sin första anställde genom att Erik Salvén knöts till uppdraget som museichef. Han blev därigenom också Hallands förste landsantikvarie. Museet fick sin första visningslokal i Norre Port i Halmstad år 1899. Senare köpte föreningen Kirsten Munks hus i Halmstad med avsikt att i huset inreda museum. Innan så hann ske, beslöts att bygga en ny museibyggnad strax utanför stadskärnan invid Halmstads högre allmänna läroverk på Tollsgatan.
Huvudmannaskapet för Hallands Museum övertogs 1979 från museiföreningen av Stiftelsen Hallands länsmuseer, Halmstad och Varberg. Museet fick då namnet Museet i Halmstad. Samma sak gällde museet i Varberg, där Varbergs museiförening lämnade över sitt huvudmannaskap. I stiftelsen ingick Halmstads kommun, Varbergs kommun, Hallands läns landsting samt museiföreningarna i Halmstad och Varberg. År 2000 delades denna stiftelse i tre enheter: Ideella föreningen Länsmuseet Varberg, Ideella föreningen Länsmuseet Halmstad samt Kulturmiljö Halland. Museet i Halmstad fick då namnet Länsmuseet Halmstad. 

### Organisation
Den 1 januari 2011 bytte Länsmuseet Halmstad namn till Hallands Konstmuseum. Under 2011 ombildades organisationen inom Stiftelsen Hallands länsmuseer i enlighet med Region Hallands kulturutredning från 2008. Länsmuseet Halmstad renodlades som konstmuseum och Länsmuseet Varberg som kulturhistoriskt museum. Museerna organiserades som aktiebolag under Region Halland, som var hälftenägare tillsammans med respektive hemkommun. Sedan årsskiftet 2015/2016 är Hallands Konstmuseum tillsammans med Hallands kulturhistoriska museum och Kulturmiljö Halland åter organiserat inom Stiftelsen Hallands länsmuseer.

## Byggnaden
Museibyggnaden uppfördes 1933 efter ritningar av Ragnar Hjorth. I oktober 2016 stängdes den för en omfattande om- och tillbyggnad. Museet återinvigdes den 26 oktober 2019.

## Konst i Halland
Konst i Halland är ett regionalt resurscentrum som drivs av Hallands Konstmuseum på uppdrag av och i samarbete med Region Halland. Konst i Halland arbetar med utvecklingsfrågor inom bild- och formkonstområdet i Halland. Det sker i samverkan med konstnärer och de halländska kommunerna, föreningsliv och allmänheten. Inom resurscentret arrangeras kurser och fortbildningar. Konst i Halland arbetar i projektform med bland annat konstresidens, konstresor och internationella konstnärsutbyten.